# Hylacola
Hylacola es un género de aves paseriformes perteneciente a la familia  Acanthizidae. Sus miembros, popularmente denominados sedositos, se anteriormente se clasifican en el género Calamanthus.

## Especies
Contiene las siguientes especies
- Hylacola cautus Gould, 1843 - sedosito tímido;
- Hylacola pyrrhopygius (Vigors y Horsfield, 1827) - sedosito culirrojo.